# Józef Lipowski
Józef Wojciech Lipowski (ur. 8 stycznia 1923 w Łodzi, zm. 5 maja 2007 tamże) – polski adwokat, w młodości lekkoatleta, sprinter.
Ukończył studia na Wydziale Prawa Uniwersytetu Łódzkiego w 1951. Potem pracował jako adwokat.
Na pierwszych powojennych mistrzostwach Polski w 1945 zwyciężył w sztafecie 4 × 100 metrów oraz zajął 3. miejsce w biegu na 100 metrów. Zdobył również brązowy medal w sztafecie 4 × 100 metrów w 1946.
Rekordy życiowe:
| Konkurencja        | Data i miejsce          | Wynik |
| ------------------ | ----------------------- | ----- |
| bieg na 100 metrów | 24 sierpnia 1946, Łódź  | 10,8  |
| bieg na 200 metrów | 26 czerwca 1948, Poznań | 22,7  |

Był zawodnikiem klubów: DKS Łódź (1945-1946), AZS Łódź (1947-1948) i ŁKS Łódź (1949).